# Gelnica
Gelnica (niem. Göllnitz, węg. Gölnicbánya) – miasto powiatowe we wschodniej Słowacji, w kraju koszyckim, w historycznym regionie Spisz na wschodnim krańcu Rudaw Słowackich, w dolinie rzeki Hnilec. Dzisiejsza słowacka nazwa miasta pochodzi od niemieckiej wersji pierwotnej słowackiej nazwy „Gnilec”, pochodzącej od rzeki Hnilec, przepływającej przez miasto.
Przez Gelnicę przebiega lokalna droga nr 546 z Preszowa do Spiskiej Nowej Wsi oraz linia kolejowa z Preszowa i Koszyc do Bańskiej Bystrzycy.

## Historia
Okolice miasta były zasiedlone już w epoce kamienia i brązu. Przed najazdami mongolskimi pod koniec pierwszej połowy XIII wieku istniała tu osada słowiańska, która po 1241 została odnowiona przez niemieckich kolonistów z Bawarii i Turyngii. Była to oddzielna fala osadnictwa od tej, która trafiła na północny Spisz. Już w 1234 rozpoczęto budowę zamku, a w 1288 powstał tu klasztor dominikanów. W 1264 osada uzyskała prawa miejskie, potwierdzone w 1276. Przywileje miasta rozszerzali kolejni królowie Węgier w 1317 i w 1359. W 1435 Gelnica uzyskała status wolnego królewskiego miasta górniczego. W 1487 miasto stowarzyszyło się z sześcioma innymi miastami górniczymi Górnych Węgier w związek zwany Heptapolitaną. W czasach anarchii na Węgrzech po bitwie pod Mohaczem miasto w 1532 zagarnął magnacki ród Thurzonów. Następnie Gelnica przeszła w ręce Csakych. Miasto wykupiło się spod władzy magnatów dopiero w 1838, znów stając się wolnym królewskim miastem górniczym.
Gelnica była miastem górniczym – największym ośrodkiem górnictwa na Spiszu. W okolicy wydobywano srebro, miedź, rtęć, ołów i rudę żelaza. Dzięki temu miasto stało się jednym z największych i najbogatszych miast Słowacji. Wydobycie – najpierw metali kolorowych, a później rudy żelaza – w XIX wieku ustąpiło miejscu hutnictwu żelaza opartemu na importowanej rudzie.
W 1892 w Gelnicy uruchomiono pierwszą na Słowacji elektrownię. W 1910 miasto liczyło 3,8 tys. mieszkańców, z czego 2,1 tys. Niemców, 1,1 tys. Słowaków i 0,6 tys. Węgrów. W 1918 miasto było głównym ośrodkiem władz Słowackiej Republiki Rad. W latach 20. XX wieku przestarzały i mało wydajny przemysł hutniczy upadł i okolice miasta popadły w kryzys, trwający przez cały okres międzywojenny, pogłębiony światowym kryzysem gospodarczym lat 30. Obecnie miasto nadal jest ośrodkiem przemysłowym, ale dominuje przemysł spożywczy.

## Zabytki i atrakcje
- ruiny średniowiecznego zamku, spalonego w 1685
- gotycki kościół z XIV wieku
- gotycko-renesansowo-barokowy ratusz
- kryty drewniany most z 1831
- muzeum górnictwa